# Montpollin
Montpollin là một xã trong vùng hành chính Pays de la Loire, thuộc tỉnh Maine-et-Loire, quận Saumur, tổng Baugé. Tọa độ địa lý của xã là 47° 35' vĩ độ bắc, 00° 06' kinh độ đông. Montpollin nằm trên độ cao trung bình là 94 mét trên mực nước biển, có điểm thấp nhất là 56 mét và điểm cao nhất là 103 mét. Xã có diện tích 4,49 km², dân số vào thời điểm 1999 là 129 người; mật độ dân số là 29 người/km².

## Địa điểm tham quan
- Nhà thờ St. Eutrope